# Méhoncourt
Méhoncourt – miejscowość i gmina we Francji, w regionie Grand Est, w departamencie Meurthe i Mozela.
Według danych na rok 1990 gminę zamieszkiwało 209 osób, a gęstość zaludnienia wynosiła 27 osób/km² (wśród 2335 gmin Lotaryngii Méhoncourt plasuje się na 836. miejscu pod względem liczby ludności, natomiast pod względem powierzchni na miejscu 767.).